# 2012년 조선인민군 병사의 노크 귀순 사건
조선인민군 병사의 노크 귀순 사건은 2012년 10월 2일 조선민주주의인민공화국 병사가 군사 분계선을 넘어 대한민국 측 일반 전초 소초의 문을 두드리고 귀순한 사건을 말한다. 경계작전 실패의 대표적 사례로 꼽힌다.

## 사건의 발생
2012년 9월 28일 노크 귀순을 한 조선인민군 병사는 저녁 허기를 참지 못하고 음식물을 훔치다 상관에게 적발돼 싸우고 귀순을 계획하였다.
2012년 9월 29일 토요일 새벽 4시경 인민군 병사는 경계근무 중 강원도 고성군 운전리 소재 부대를 이탈하여 50여km를 남하하는 과정에 고성항 인근 야산에서 이틀간 은신하였다.
은거 후 10월 1일 21시경에 고성항에서 출발해 금강산 관광도로와 철길을 따라 이동하여 10월 2일 화요일 07시경 능호에 도착, 휴식 후 16시경 재출발했다.
10월 2일 화요일 DMZ 내 북한군 2중 철책에 도착하여 일반 철조망은 월책하고 전기 철조망은 나무판을 대고 간격을 벌려 통과하였다.
10월 2일 화요일 22시 30분경 대한민국측 GOP 철책에 도착하였으나 경계등 불빛이 너무 환해 동쪽으로 200m가량 이동하여 23시경에 월책하였다.
월책 후 후방도로를 따라 약 110m를 이동하여 인접 초소로 찾아갔으나 근무를 서지 않는 빈 초소여서 다시 200m를 걸어가 동해선 경비대의 현관문을 두드렸으나 반응이 없어 맞은편 1초소 막사로 이동해 유리문을 두드려 귀순 의사를 표시하였고 소대장 등 대한민국 장병이 23시 19분경 신병을 확보하게 되었다.
대한민국 군은 1군사령부, 합참에 23시 32분 최초 귀순자 발생상황을 유선 보고하였고 23시 35분 정승조 합참의장 공관서 귀순자 발생 보고를 받게 되었다.

## 사건의 경과
최초 상황보고는 발생 시점인 10월 2일 23시 19분 소초에서부터 합참까지 13분 만인 23시 32분에 보고되어 합참 이하 관련 제대가 적시에 상황이 전파되었다.
귀순자 발견 보고 경위는 10월 2일 23시 25분에 귀순자를 최초로 발견한 전투분대장이 대대장에게 '문두드림 확인'으로 최초 보고하였는데도 10월 3일 00시에 대대장이 연대장에게 'CCTV 확인'으로 보고함에 따라 잘못된 보고가 사단장, 군단장에게 00시 10분까지 보고되었다.
00시 15분 사단장 주관으로 중대장, 대대장, 연대장이 참석한 화상회의 시 중대장은 '문두드림 확인'으로, 대대장은 'CCTV 확인'으로 서로 다르게 보고함에 따라 사단장이 재확인 보고토록 지시하여 대대장이 소초상황병 등에게 확인 후 00시 20분 사단장에게 '문두드림 확인'으로 정정보고를 하였고 같은 날 00시 25분에 동 정정보고 내용을 사단장이 군단장에게 보고하였다.
02시 10분 1군사령부에서 합참의 케이직스를 이용하여 정정보고 이전 내용인 'CCTV 확인'으로 보고한 후 1군사령관이 같은 날 현지 확인한 이후 17시 07분에 1군사령부에서 합참에 '문두드림 확인'으로 정정 보고하였지만 합동참모본부 상황 장교가 상황종료로 판단하고 열람을 하지 않았다.
국방정보본부장은 김관진 국방장관과 정승조 합참의장에게 `노크귀순' 관련 귀순자 진술 정보를 보고하였다. 진술 보고를 받은 정승조 합참의장은 10월 4일 전비태세검열단에 조사 지시하였다.
10월 8일 민주통합당 김광진 의원은 국정감사장에서 "귀순자가 문을 두드려 발견했다"는 의혹 제기하였고 정승조 합참의장 "CCTV를 통해 귀순자를 발견한 것으로 안다"고 답변하였다.
같은 날 전비태세검열단 현장조사를 시작하였고 10일 오전 전비태세검열단 "문을 두드렸다"는 사실을 현장에서 확인하고 합동지휘통제체계에서 1군사령부 보고내용도 확인하게 되었다.
10월 10일 11시 30분에 전비태세검열단으로부터 정승조 합참의장은 귀순자 식별 경위 정정내용 보고받아 11일 국정감사장에서 "CCTV로 발견했다"는 지난 8일 국감 답변내용을 '노크귀순'으로 정정하게 되었다. 이에 12일 국회 국방위원회에서 북한군 '노크귀순' 현장을 방문하였다.

## 북한의 반응
북한은 공식적인 입장을 밝히고 있지 않으나 2012년 10월 10일 노동당 창건 67주년 기념 행사에서 현영철 총참모장이 차수가 아닌 대장의 계급장을 달고 있는 것으로 확인되었다.
같은 10일 평양 인민극장에서 열린 은하수 음악회에서도 현영철 총참모장이 대장 계급장을 달고 있는 것으로 확인되어 이 강등사태는 최근 잇따른 북한군 병사의 귀순사태에 따른 문책 조치로 전문가들은 분석하고 있다.
또 해이해진 군 기강을 바로잡고 통제 불안을 추스리기 위한 내부 조치를 취하는데 주력하고 있는 것으로 보인다.

## 인사관련 군대응
먼저 상위 계급자 위주로 엄격하게 규정을 적용하여 조치후, 위관급부터 병사까지는 열악한 경계작전 여건에도 불구하고 규정대로 근무하고 있어 문책대상에서 제외되었다.
문책 대상자는 총 14명으로 장군은 작전본부장을 포함한 5명(중장 1, 소장 2, 준장 2)이고, 영관장교는 9명(대령 5, 중령 2, 소령 2)이다.
이중 잘못된 최초보고 과정에서 허위보고 혐의가 있는 GOP 대대장과 상황보고 태만으로 확인된 합참 지휘통제실 실무담당관 2명은 상황관리 부실의 근본적 원인을 제공한 점을 감안하여 수사 의뢰하며, 사실 확인 및 보고를 부실하게 하고 지휘통제실 관리 책임이 있는 합참 작전본부장을 포함한 나머지 11명은 징계위원회에 회부하였다.
적과 대치 중인 최전방 사단의 특성을 고려하여 조기에 정상적인 임무수행이 가능하도록 해당 22사단장 조성직(육사 38기), 연대장, 대대장은 즉각 보직해임 후 교체되었으며 추가적으로 GOP 경계작전 지도와 감독을 부실하게 한 1군사령관과 8군단장은 장관이 '엄중 경고'하고 그 예하 실무자중 추가적으로 과실이 식별될 경우 1군사령관과 8군단장 책임 하에 조치하였다.

## 보강대책
1. 전 전선에 걸쳐 취약지역을 일제히 재분석
2. 제대별 여건 하에서 가용역량을 집중 투입하여 GOP 경계체제를 보완하기 위해 경계근무 방법 개선, 초소위치 조정, 윤형철조망을 포함한 철책과 인근 일대 장애물 보강, 추가적인 병력과 감시장비 배치 등 제반조치를 최단시간에 완료
3. GOP 철책 지역의 병영 막사 등 시설에 대한 방호력을 우선적으로 보강
4. GOP 과학화 경계시스템을 조기에 구축할 수 있도록 노력
5. 제대별 상황보고 절차와 방법을 구체화하고 훈련을 강화하며, 상황보고자의 작전기강을 확립하도록 지휘노력을 경주하기로 함